# デビッド・コルビン
デビッド・マイケル・コルビン（David Michael Colvin, 1989年1月7日 - ）は、アメリカ合衆国カリフォルニア州ミルバレー出身のプロ野球選手(投手)。右投右打。2012年には野球イスラエル代表に選出された。

## 経歴
2011年、シアトル・マリナーズに27巡目で指名された。ルーキーリーグのプラスキ・マリナーズを経てA-（ローA）のエバレット・アクアソックスに昇格。
2012年には、A（ハイA）のクリントン・ランバーキングスに昇格、この年第3回WBC予選のイスラエル代表に選出された。
第3回WBCでは、予選決勝戦に3番手として登板。4回表2アウト満塁の場面で登板しバーバロ・カニザレスを抑えたが、5回表にユニエスキー・サンチェスにヒットを打たれ、エイドリアン・ニエトを三振に取るも3連続四球で失点し降板、0.2イニングで防御率13.5の記録を残した。
2013年、A+（アドバンスドA）のハイデザート・マーベリックスに昇格したが3度の故障者リスト入りを経験した。2014年、AA（ダブルA）のジャクソン・ジェネラルズに昇格したが、2度の故障者リスト入りを経て8月8日に引退した。